# أريلد أموندسين
أريلد أموندسين (بالنرويجية البوكمول: Arild Amundsen)‏ هو متسابق يخت نرويجي، ولد في 22 مايو 1910 في كريستيانية في النرويج، وتوفي بنفس المكان في 14 أبريل 1988.

## وصلات خارجية
- أريلد أموندسين على موقع أوليمبيديا (الإنجليزية)